# Comparativismo
Il termine comparativismo si riferisce al metodo di studio di fenomeni diversi tra loro messi a confronto per identificarne gli elementi comuni in modo da trarne definizioni generali. Nell'antropologia, per esempio, il comparativismo è un metodo che, analizzando le diverse culture sviluppatesi nel tempo e nello spazio, ne trae somiglianze ed elementi costanti invariabili al fine di costruire un sistema di classificazione generale dei fenomeni culturali. In questo senso significativa è l'opera di George Peter Murdoch che nel 1937 pubblica lo Schedario settoriale delle relazioni umane (Human Relations Area Files) che raccoglie e confronta sistematicamente gli aspetti più importanti di svariate culture umane.

## Le scienze comparate
Si sono così costituite consolidate discipline autonome fondate su questo metodo: come l'anatomia comparata, il diritto comparato, la letteratura comparata, la linguistica comparata mentre per altri campi conoscitivi questo non è stato possibile: come ad esempio per la storia che, caratterizzata secondo alcune teorie storicistiche dall'assoluta novità e irrepetibilità dei fenomeni che la costituiscono  non permette nessun confronto similare. Se si ritiene invece che anche la storia possa assumere caratteristiche scientifiche, come sostengono alcuni, allora il metodo comparativo vi potrà essere utilmente applicato per trarre dalla similarità dei fenomeni storici messi a confronto una regolarità che si esprima in leggi di carattere generale. Di storia comparata si comincia a trattarne con Marc Bloch ed Émile Durkheim. Bloch tramite il metodo comparativo cerca le comuni motivazioni di un fenomeno storico e le influenze che società diverse mettono reciprocamente in atto tra loro. Durkheim è piuttosto orientato a rintracciare quelle costanti comuni che appaiano trasversalmente nelle varie società e che costituiscono la giustificazione e il senso del discorso sociologico..

## Storia del comparativismo
Di metodo comparativo si può genericamente parlare come strumento di maggiore conoscenza dei comportamenti propri ed altrui sin dai primordi del pensiero organizzato quando filosofi, storiografi, etnografi notano e tentano una spiegazione delle comunanze e differenze di comportamenti e modi di pensare tra culture diverse tra loro.
Il comparativismo comincia a delinearsi dopo la crisi dell'umanesimo e l'affermazione travagliata del metodo scientifico alla fine del XVI secolo e nel corso del XVII, ma già nel XVIII secolo il metodo comparativo è proprio dell'illuminismo inglese, tedesco e soprattutto francese (Joseph-François Lafitau, Charles de Brosses, Guillaume-Thomas François Raynal, Jean-Nicolas Dèumenier). In particolare nel '700 ci si chiede se nel comportamento dei "selvaggi", descritti dai viaggiatori di terre inesplorate, sia possibile rintracciare elementi comuni agli uomini preistorici. L'affermazione definitiva del comparativismo è nel XIX secolo con l'avvento del positivismo che dopo averlo applicato nelle scienze della natura ne fa uno strumento universale per ogni campo del sapere. Dai buoni risultati ottenuti nella linguistica il comparativismo, che pure non considera l'errore di associare razza e lingua, diviene il metodo conoscitivo privilegiato per August Schleicher e si estende all'etnologia con Charles Darwin, Franz Theodor Waitz, A. Bastiani e J.C. Frazer e alla sociologia di Auguste Comte e Herbert Spencer.
Antropologi evoluzionisti cominciano ad associare al comparativismo il metodo statistico che dà la possibilità di operare una scelta tra la miriade di dati raccolti selezionando quelli che presentando costanze ripetitive e che quindi appaiano più sicuri. Il primo ad operare in questo senso fu Edward Burnett Tylor.
Opposizioni al comparativismo si hanno invece in Germania con gli storici Ludwig Häusser, Johann Gustav Droysen e, nel campo della etnologia, Franz Boas che critica la tendenza a generalizzare degli evoluzionisti opponendovi uno studio analitico che renda conto dell'origine e dello sviluppo delle singole culture.
Nel XX secolo se da una parte cresce l'opposizione al comparativismo contrastato dallo storicismo assoluto di matrice crociana per altro verso il metodo viene affinato dalla storiografia anglosassone che continua a servirsene. Ispirata tutt'oggi al comparativismo sono l'antropologia americana, sulla linea della scuola neoevoluzionista, e la storia delle religioni che, interessate alla fenomenologia religiosa, sono lontane dalle problematiche storiografiche. Un'eccezione a questa impostazione è la scuola romana di Raffaele Pettazzoni che lavora in ambito storico.